# 西里爾·托馬遜
西里爾·托馬遜（法語：Cyril Tommasone；1987年7月4日—），生於維勒班，法國男子體操運動員。主项为鞍馬和雙槓。他代表法國參加了2012年倫敦奧運會和2016年里約奧運會。